# Xuray (rejon Xaçmaz)
Xuray – wieś (kənd) w północno-wschodnim Azerbejdżanie, w rejonie Xaçmaz oraz jednostce administracyjnej niższego rzędu (bələdiyyə, w wolnym tłum. „gmina”) o nazwie Seyidlikəndyeri. W skład tej jednostki oprócz Xuray i Seyidlikəndyeri wchodzą także wsie Aslanoba i Aşağıoba oraz osiedle (qəsəbə) Sahillər.

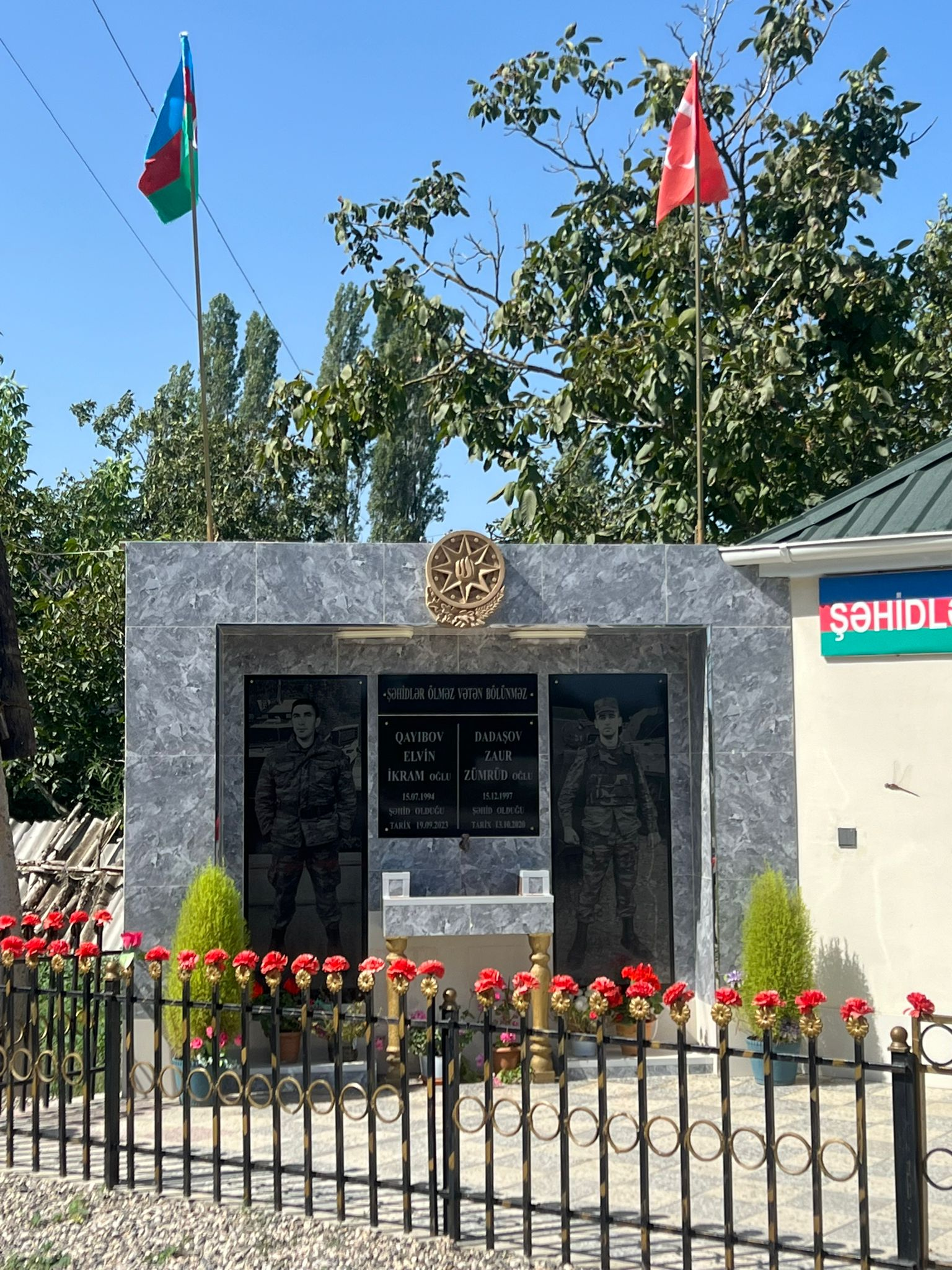
Pomnik upamiętniający żołnierzy Sił Zbrojnych Azerbejdżanu poległych w walkach o Górski Karabach; po lewej wizerunek Elvina Qayibova İkrama zmarłego podczas III wojny o Górski Karabach

Dawna nazwa wsi to Xurayqışlaq. Niegdyś znajdował się tu obóz zimowy mieszkańców wsi Xuray położonej w rejonie Qusar. Pierwsi osadnicy ze wsi Xuray w rejonie Qusar osiedlili się tu w połowie XIX wieku.
Pod względem fizycznogeograficznym wieś położona jest w obrębie jednostki Samur-Şabran (az. Samur-Şabran fiziki-coğrafi rayonu, znanej również jako Samur-Dəvəçi fiziki-coğrafi rayonu), będącej częścią większej jednostki o nazwie Böyük Qafqaz (az. Böyük Qafqaz fiziki-coğrafi vilayəti, w wolnym tłum. „Region fizycznogeograficzny Wielkiego Kaukazu”) i obejmującej nizinę Samur-Dəvəçi.
W miejscowości znajduje się szkoła podstawowa założona w 2007 roku. W 2018 roku Xuray zostało zgazyfikowane.
We wsi urodził się i został pochowany Elvin Qayibov İkram (ur. 15 lipca 1994 roku, zm. 19 września 2023 roku w Ağdərə w czasie walk prowadzonych podczas III wojny o Górski Karabach), żołnierz Sił Zbrojnych Azerbejdżanu w stopniu sierżanta, odznaczony pośmiertnie medalem Vətən uğrunda (w wolnym tłum. „Dla Ojczyzny”) oraz orderem Vətənə xidmətə görə (w wolnym tłum. „Za zasługi dla Ojczyzny”) III stopnia.
W klasyfikacji Azərbaycan Respublikası Dövlət Statistika Komitəsi (w wolnym tłum. „Państwowy Komitet Statystyczny Republiki Azerbejdżanu”) wsi nadano unikalny kod 30221028.